# Beusichem
Beusichem város Gelderland tartományban, Hollandiában. Buren község része. 11 kilométerre fekszik északnyugatra Tieltől.
Egykoron Beusichem a minden nyáron megtartott lóvásáráról volt ismert, melyről legelőször egy 1461-es dokumentumban tesznek említést. Még Napóleon is vett lovakat a beusichemi lóvásáron. Orosz, francia, német, svájci kupecek jöttek Beusichembe, hogy kereskedhessenek a lovaikkal.
2001-ben a városnak 2428 lakosa volt, a környező kisebb területekkel együtt a lakosság mintegy 3070 fő. A város 0,83 négyzetkilométere van beépítve és 903 épület található benne.
1978-ig volt önálló település.